# Schwedischer Skiverband

Logo des Svenska Skidförbundet

Der Schwedische Skiverband (schwedisch Svenska Skidförbundet – SSF) ist die Dachorganisation der schwedischen Skivereine innerhalb des Schwedischen Sportverbandes (Riksidrottsförbundet).
Der Verband mit Sitz in Falun hat seinen Ursprung als Verein zur Förderung des Skilaufens innerhalb des 1904 gegründeten Riksidrottsförbundet (Reichssportverband). Die Gründung des Verbandes erfolgte am 11. Dezember 1908. Der Verband hat über 180.000 Mitglieder; Verbandspräsident ist seit 2008 Mats Årjes.

## Sportarten
Der SSF vertritt folgende Disziplinen des Skisports:
- Freestyle
- Nordische Kombination
- Rollski
- Snowboard
- Speedskiing
- Ski Alpin
- Skilanglauf
- Ski-Orientierungslauf
- Skispringen
- Telemarken